# Drymonia vivida
Drymonia vivida är en fjärilsart som beskrevs av Hans Zerny 1927. Drymonia vivida ingår i släktet Drymonia och familjen tandspinnare. Inga underarter finns listade i Catalogue of Life.